# Landwind X6
Pour les articles homonymes, voir X6.
Le Landwind X6 est un modèle de SUV de taille moyenne produit par Jiangling Motor Holding, une coentreprise entre Changan Auto et Jiangling Motors Corporation Group (JMCG).

## Aperçu
Basé sur l'Opel Frontera, le Landwind X6 est vendu depuis 2005 et il est équipé d'un moteur 2L de 114 ch La.
Un crash test effectué par ANWB ont montré que le conducteur de survivrait pas à une collision frontale de 64 km/h.